# EV Landshut
L'EV Landshut est un club professionnel allemand de hockey sur glace basé à Landshut. Il évolue en 2. Bundesliga, le second échelon allemand.

## Historique
Le club est créé en 1948 sous le nom de EV Landshut. En 2002, il est renommé Landshut Cannibals et il est promu en 2. Bundesliga, sa division actuelle. En 2013, il est rappelé EV Landshut.

## Anciens joueurs

### Palmarès
- Vainqueur de la Deutsche Eishockey Liga : 1970, 1983.
- Vainqueur de la 2. Bundesliga : 1963, 2012.
- Vainqueur de l'Oberliga : 2000, 2002.